# Wainoni
Wainoni est l’une des banlieues les plus à l’est de la cité de Christchurch, située dans l’Île du Sud de la Nouvelle-Zélande.

## Présentation
C’est une zone de niveau socio-économique bas.

## Population
Wainoni avait une population de 2 694 habitants lors du recensement néo-zélandais de 2013, en diminution de 165 personnes depuis le recensement de 2006.
Il y avait 1 356 hommes et 1 338 femmes.
L’ethnicité était pour 83,3 % européenne/Pakeha, 16,7 % étaient d’origine maorie, 6,3 % étaient des personnes venant du Pacifique et 5,8 % étaient originaires d’Asie.

## Toponymie
Wainoni est  un mot en langue maorie avec wai signifiant « cours d’eau » et noni signifiant « lit » ou  «tournant ».
Le nom fut appliqué initialement par Alexander William Bickerton (en) à sa nouvelle maison sur le bord de la rivière Avon .

## Histoire

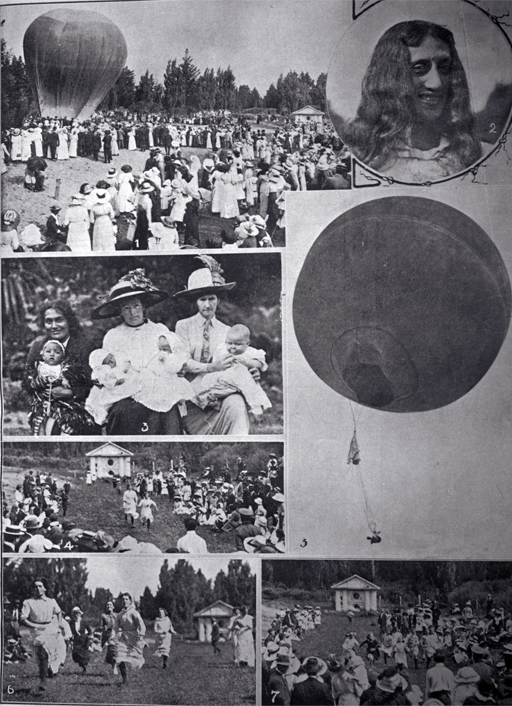
Gala annuel au niveau de Wainoni Park en 1914

En 1884, Bickerton et sa famille se déplacèrent dans une nouvelle maison près de New Brighton dans  la cité de Christchurch qu’il avait nommé Wainoni.
Bickerton avait accepté en 1874 le poste de professeur fondateur du département de chimie du collège de Canterbury.
Plus tard, cette maison devint un centre pour la vie sociale des étudiants au niveau de l'Université de Canterbury.
La propriété comprenait un petit théâtre, un vaste jardin, et une aire de feux d’artifice pour les divertissements.
L’idée de Bickerton pour la propriété était de créer une nouvelle forme de société basée autour de ses convictions socialistes.
Toutefois cette expérimentation sociale fut interrompue après plusieurs années.
A partir de 1903, la propriété fut transformée en un parc à thème avec un zoo pour attirer les familles, un amphithéâtre de 7 000 places, un conservatoire, des aquariums, un cinéma, un médecin et une fabrique de feux d’artifice avec une simulation de bataille navale sur un lac artificiel, attirant des centaines de milliers de personnes sur l’année qui suivit.
Finalement, le jardin des plaisirs comme il était dénommé, commença à fonctionner à perte et fut fermé en 1914.
Autour, la banlieue se développa avec la construction de nombreuses maisons durant les années 1960.

## Géographie
Porritt Park (en), une ancienne boucle de la rivière Avon, se trouve dans la banlieue Wainoni.
En allant dans le sens des aiguilles d’une montre, les limites sont marquées par les routes des banlieues qui sont Wainoni, Breezes, Pages, et Kerrs Roads,.
Wainoni est approximativement à 7 km à partir du centre de la cité de Christchurch (en). Wainoni Park est localisé dans la banlieue adjacente de Aranui.
Wainoni et la banlieue voisine d’Aranui sont souvent considérées ensemble et dépendantes.
Par exemple, Wainoni School et Wainoni Park sont en fait localisés dans Aranui et école secondaire d’Aranui (en) est localisée dans  la localité de Wainoni.
Le conseil municipal de Christchurch (en) publia un profil de communauté combiné pour les deux banlieues.

## Éducation
- L’école d’Aranui est une école primaire localisée dans Aranui
- l’école d’Avondale est une école primaire située dans la banlieue voisine d’Avondale
- l’école de Wainoni, école primaire située dans Aranui, et Aranui High School devaient fusionner pour devenir en janvier 2017 une école pour les enfants des niveaux 1 à 13[10].